# La Sarrazinière
La Sarrazinière est un vestige archéologique romain situé dans le hameau de Monthion, sur la commune de Saint-Quentin-Fallavier, et faisant l’objet d’un classement au titre des monuments historiques le 5 janvier 1950.

## Historique
Les ruines romaines de La Sarrazinière date du Ier siècle de notre ère. Elle se situe sur une propriété privée qui a ouvert ses portes de manière exceptionnelle au public lors des Journées européennes du patrimoine 2016.
Dès l’âge du fer, le sol fertile du territoire actuel de Saint-Quentin-Fallavier accueille des communautés humaines. Le peuplement de la région se densifie après la conquête du pays des Allobroges par Rome en 121 av. J.-C. et de nombreux domaines agricoles sont rattachés à une villa gallo-romaine.

## Situation et description
Le site est situé au 5061, Chemin de Monthion dans une propriété privée